# Trichoxys
Trichoxys is een kevergeslacht uit de familie van de boktorren (Cerambycidae). De wetenschappelijke naam van het geslacht werd voor het eerst geldig gepubliceerd in 1860 door Chevrolat.

## Soorten
Trichoxys omvat de volgende soorten:
- Trichoxys abbreviatus Bates, 1880
- Trichoxys apelles (Newman, 1838)
- Trichoxys atripes (Chevrolat, 1860)
- Trichoxys bilineatus (Chevrolat, 1860)
- Trichoxys hirtellus (Chevrolat, 1860)
- Trichoxys labyrinthicus (Chevrolat, 1860)
- Trichoxys longipes Chemsak & Linsley, 1974
- Trichoxys melanotelus (White, 1855)
- Trichoxys pellitus (White, 1855)
- Trichoxys penrosei Lingafelter & Wappes, 2012
- Trichoxys rubripes (White, 1855)
- Trichoxys sulphurifer (Chevrolat, 1855)
- Trichoxys viridicollis (Chevrolat, 1860)
- Trichoxys vitticollis (Castelnau & Gory, 1841)
- Trichoxys westwoodii (Chevrolat, 1855)